# Pseudoefedrina
Pseudoefedrina (PSE) és un fàrmac, una droga simpatomimètica de la classe de la fenetilamina i amfetamina substituïdes que prové de diverse espècies d'Efedra; com ara E. vulgaris i E. sinica. Pot ser usada per a la descongestió nasal o com un estimulant en les dosis més altes.
Les seves sals químiques hidroclorur de pseudoefedrina i sulfat de pseudoefedrina es troben en moltes preparacions de medicaments de venda lliure sovint en combinacions amb antihistamines o paracetamol, aspirina o ibuprofè).

## Química
La pseudoefedrina és un diastereòmer d'efedrina i ràpidament es redueix a metamfetamina o s'oxida a metcatinona.

Dos parells d'enantiòmers: efedrina (dalt) i pseudoefedrina (sota)

## Mecanisme d'acció
La pseudoefedrina és una amina simpatomimètica. El seu principal mecanisme d'acció és l'acció directa sobre el sistema del receptor adrenèrgic. La vasoconstricció que produeix la pseudoefedrina es creu que és principalment una resposta d'un receptor α-adrenèrgic.